# Cadillac Brougham
Der Cadillac Brougham ist ein in den Modelljahren 1987 bis 1992 produziertes Pkw-Modell der zum General-Motors-Konzern gehörenden Marke Cadillac, das vor allem auf nordamerikanischen Märkten verkauft wurde. Der Brougham ist weitestgehend identisch mit dem von 1977 bis 1986 produzierten Cadillac Fleetwood Brougham.

## Der BegriffBroughambei Cadillac
Brougham war ursprünglich – etwa seit den 1850er Jahren – die Bezeichnung einer leichten, zweisitzigen Kutschenbauart. Cadillac nutzte den Namen Brougham bereits seit 1916 zur Benennung eines viertürigen Limousinenmodells. In den 1950er Jahren wurde die Bezeichnung für den besonders luxuriösen Eldorado Brougham-Viertürer, ab Modelljahr 1966 für eine teurere Variante des 60 Special verwendet. Ab 1977 vermarktete Cadillac eine hochwertig ausgestattete Version des DeVille als Fleetwood Brougham, wobei hier der Begriff Brougham mit dem Namen des ehemaligen Karosseriebauunternehmens Fleetwood kombiniert wurde.

## Entstehungsgeschichte
Seit 1977 war General Motors’ Spitzenmarke Cadillac im Full-Size-Segment mit den hinterradgetriebenen, etwa 5,6 m langen Modellen DeVille (5. Generation) und Fleetwood Brougham vertreten. Beide Typen waren im Wesentlichen baugleich und unterschieden sich vor allem durch ihre Ausstattung. Der DeVille war dabei die preiswertere, der Fleetwood Brougham die teurere Variante.
Zum Modelljahr 1985 vollzog Cadillac ein Downsizing und damit verbunden eine technische Neuausrichtung. Cadillacs neue Volumen-Reihe war mehr als 500 mm kürzer als das alte Modell und erhielt Frontantrieb mit vorn quer eingebauten Motoren. Technische Basis war die neu Konstruierte C-Plattform. Der DeVille war wiederum die Basisversion, während die besser ausgestattete Variante des Frontantriebsmodells nun als Fleetwood (ohne den Namenszusatz „Brougham“) verkauft. Weil die Akzeptanz der spürbaren Verkleinerung und der Umstellung der Antriebstechnik zunächst nicht sicher war, setzte Cadillac parallel zur neuen DeVille-Fleetwood-Reihe die Fertigung der alten, großen Modelle mit Hinterradantrieb fort. Sie wurden bis 1986 weiterhin als Fleetwood Brougham verkauft. Ab 1987 hieß die hinterradgetriebene Limousine Cadillac Brougham (ohne den Namenszusatz „Fleetwood“). Technische oder stilistische Änderungen waren mit dem Wechsel der Bezeichnung nicht verbunden.
Als Nachfolger des Brougham brachte Cadillac zum Modelljahr 1993 die hinterradgetriebene Stufenhecklimousine Fleetwood heraus. Die Bezeichnung Brougham entfiel.

## Modellbeschreibung

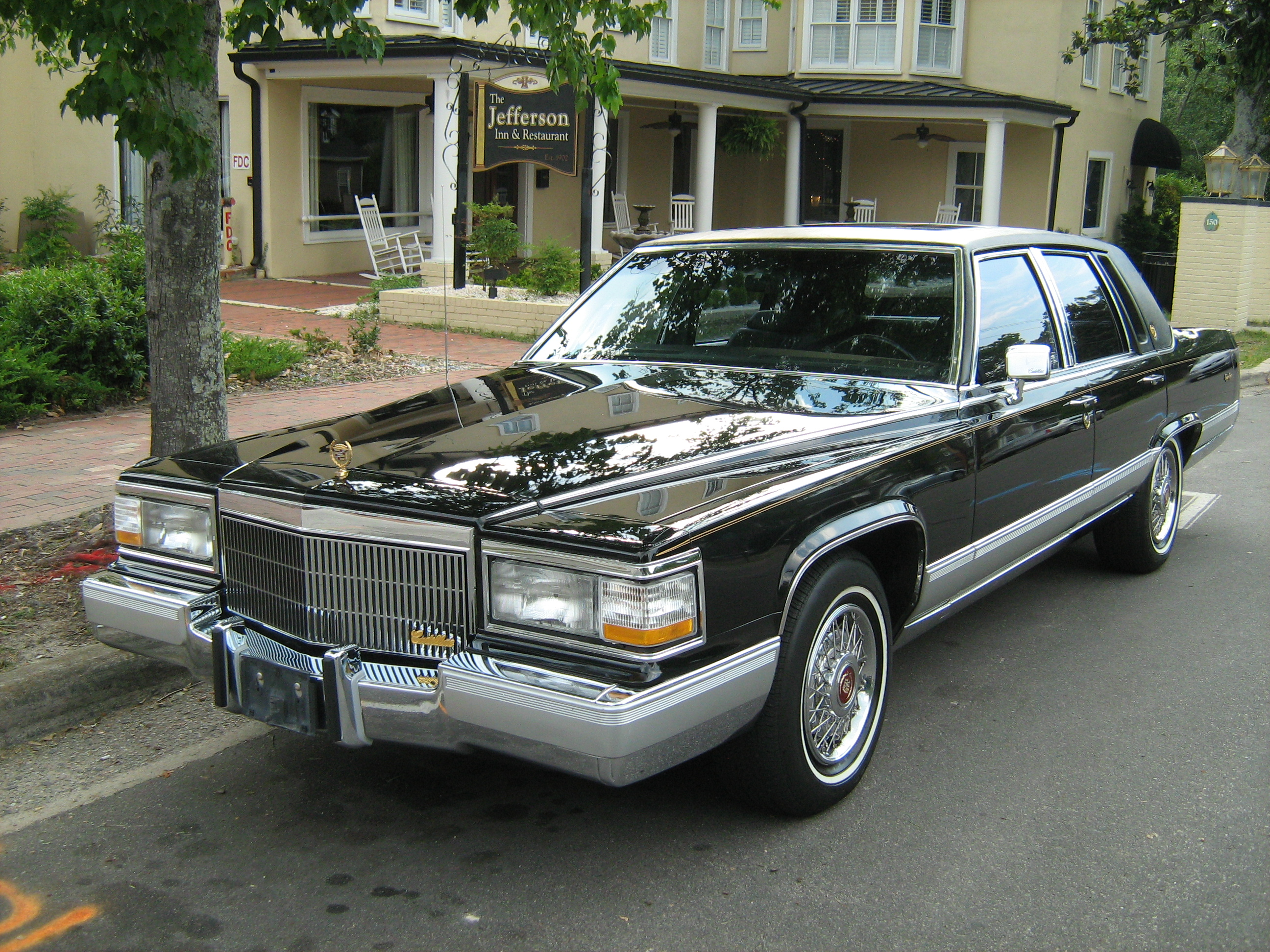
Cadillac Brougham (1991)

Der Cadillac Brougham ist eine viertürige Stufenhecklimousine mit Hinterradantrieb. Sie ist technisch und stilistisch weitestgehend identisch mit dem Fleetwood Brougham der Modelljahre 1980 bis 1986, der seinerseits ein Zwillingsmodell der fünften Generation des DeVille war.
Das Auto basiert auf der C-Plattform, die General Motors 1977 für eine verkleinerte Variante der hinterradgetriebenen Full-Size-Modelle eingeführt hatte. Grundlage ist ein Kastenrahmen mit einem Radstand von 3085 mm. Die vorderen Räder sind einzeln aufgehängt und haben Schraubenfedern. Hinten sind ebenfalls Schraubenfedern eingebaut. Als Antrieb dient ein 5,0 Liter großer Achtzylinder-V-Ottomotor. In den letzten beiden Modelljahren war alternativ gegen Aufpreis eine 5,7 Liter große Variante dieses Motors erhältlich. Dieselmotoren, die bis 1983 im baugleichen Fleetwood Brougham erhältlich waren, gab es im Brougham nicht.
Stilistisch entspricht der Brougham der Modelljahre 1987 und 1988 dem alten Fleetwood Brougham in der Form, die er durch das Facelift 1980 erhalten hatte. Kennzeichnend ist eine Frontpartie mit zwei rechteckigen Doppelscheinwerfern und darunter waagerecht angeordneten Blinkern. Zum Modelljahr 1989 überarbeitete Cadillac die Frontpartie des Brougham. In den letzten Modelljahren hat das Auto Breitbandscheinwerfer mit seitlich daneben angeordneten, in die Wagenflanken hineinreichenden Blinkern. Die Stoßfänger sind nun voll verkleidet.

## Technische Daten und Produktion
| Modelljahr | Hubraum, cm³   | Leistung, kW | Radstand, cm | Preis, US-$ | Stückzahl |
| ---------- | -------------- | ------------ | ------------ | ----------- | --------- |
| 1987       | 5032           | 104          | 308,6        | 22.637      | 65.504    |
| 1988       | 5032           | 104          | 308,6        | 23.846      | 53.130    |
| 1989       | 5032           | 103          | 308,6        | 25.699      | 40.264    |
| 1990       | 5032 a.W. 5737 | 104–120      | 308,6        | 27.400      | 33.741    |
| 1991       | 4999 a.W. 5737 | 126–138      | 308,6        | 30.225      | 27.231    |
| 1992       | 4999 a.W. 5737 | 126–138      | 308,6        | 31.740      | 13.761    |